# Кули (Акушинский район)
Кули — село в Акушинском районе Дагестана, в России. Входит в Балхарский сельсовет.

## География
Расположено в нагорной части Дагестана, в 14 километрах от райцентра, села Акуша. Близлежащие селения: Уллучара, Балхар, Цуликана.

## Население
| 1888 | 1895 | 1908 | 1926 | 1939 | 1970 | 1989 |
| ---- | ---- | ---- | ---- | ---- | ---- | ---- |
| 411  | ↘405 | ↗428 | ↘360 | ↗404 | ↘346 | ↘171 |
| 2002 | 2010 | 2021 |      |      |      |      |
| ↘165 | ↘157 | ↘119 |      |      |      |      |

Национальный состав
Жители села Кули являются лакцами.
Согласно архивному документу 1888 года, жители села Кули принадлежат к даргинцам, но являются носителями лакского языка.